# Listen to My Heart
Albums de BoA
Jumping into the World
(2001) No.1
(2002)
Singles
Listen to My Heart est le premier album japonais de BoA sorti en 2002. Il débute à la première place du hit parade Oricon. Il atteint la 12e position au hit parade annuel du Japon. Il reste dans le Hit parade Oricon pendant 91 semaines. BoA écrit et compose sa première chanson dans cet album.

## Liste des titres
| 1.  | Listen to my Heart                                        | Natsumi Watanabe                                  | Kazuhiro Hara                | Kazuhiro Hara                               | 3:56 |
| 2.  | Power                                                     | Maki Mihara                                       | Ken Harada                   | Ken Harada                                  | 4:10 |
| 3.  | Every heart ~Minna no Kimochi~ (~ミンナノキモチ~)         | Natsumi Watanabe                                  | Bounceback                   | h•wonder                                    | 4:33 |
| 4.  | Don't start now                                           | Yoo Young Jin, Yuko Ebine (paroles japonaises)    | Peter Rafeison, Jeff Vincent | Peter Rafeison, Jeff Vincent, Yoo Young Jin | 4:55 |
| 5.  | Kimochi wa tsutawaru (気持ちはつたわる)                   | Shin Youn Ah                                      | Bounceback                   | Akira                                       | 4:23 |
| 6.  | Share Your Heart (With Me)                                | Yuko Ebine                                        | Tetsuya Muramatsu            | Akira                                       | 4:37 |
| 7.  | Dreams Come True                                          | Maki Mihara                                       | Ken Harada                   | Ken Harada                                  | 4:55 |
| 8.  | Amazing kiss                                              | Bounceback                                        | Bounceback                   | Bounceback, Ken Harada                      | 4:34 |
| 9.  | Happiness                                                 | Maho Fukami                                       | Maho Fukami                  | Ken Harada                                  | 4:33 |
| 10. | ID; Peace B                                               | Yoo Young Jin, Mai Matsumuro (paroles japonaises) | Yoo Young Jin                | Yoo Young Jin, Ken Harada                   | 3:34 |
| 11. | Nobody But You                                            | Natsumi Watanabe                                  | Kosuke Morimoto              | Akira                                       | 3:46 |
| 12. | Nothing's Gonna Change                                    | BoA, Natsumi Watanabe                             | BoA                          | Kai                                         | 5:23 |
| 13. | Listen to my Heart (Hex Hector Main Mix: English Version) | Natsumi Watanabe                                  | Kazuhiro Hara                | Kazuhiro Hara                               | 4:10 |
| 14. | The meaning of peace                                      | The meaning of peace                              | Tetsuya Komuro               | Tetsuya Komuro, Max Matsuura                | 5:01 |

## Ventes
| Sortie       | Hit parade                   | Meilleur classement | Ventes en 1re semaine | Ventes totales |
| ------------ | ---------------------------- | ------------------- | --------------------- | -------------- |
| 13 mars 2002 | Hit parade Oricon journalier | 1                   |                       |                |
| 13 mars 2002 | Hit parade Oricon semestriel | 1                   | 230,590               | 1,000,000      |
| 13 mars 2002 | Hit parade Oricon annuel     | 12                  |                       |                |

### Singles
| Date de sortie   | Titre                          | Meilleur classement | Ventes  |
| ---------------- | ------------------------------ | ------------------- | ------- |
| 30 mai 2001      | ID; Peace B                    | 20                  | 40,470  |
| 25 juillet 2001  | Amazing kiss                   | 23                  | 59,450  |
| 5 décembre 2001  | Kimochi wa tsutawaru           | 15                  | 77,000  |
| 19 décembre 2001 | The meaning of peace           | 12                  | 66,840  |
| 17 janvier 2002  | Listen to my Heart             | 5                   | 180,000 |
| 13 mars 2002     | Every heart ~Minna no Kimochi~ | 10                  | 84,000  |
| 29 mai 2002      | Don't start now (reçut)        | 17                  | 15,000  |